# Runc (Aranyosfő község)
Runc (Aranyosfő) románul: Runc, falu Romániában, Erdélyben, Fehér megyében. Közigazgatásilag Aranyosfő községhez tartozik.

## Fekvése
Aranyosfő mellett fekvő település.

## Története
Runc korábban Aranyosfő része volt. 1956-ban vált külön 217 lakossal.
1966-ban 364, 1977-ben 194, 2002-ben 167 román lakosa volt.